# Guerras de Liège
As Guerras de Liège foram três rebeliões do Principado-Bispado de Liège contra o Ducado de Borgonha em 1465, 1467 e 1468. Todas foram sufocadas.

## Causas
Na primeira metade do Século XV, Filipe III, Duque de Borgonha (cognominado Filipe, o Bom) tornara-se regente de grande parte dos países baixos. Em 1456, Filipe tentou conquistar o bispado de Liège: valendo-se de seu bom relacionamento com o papa [Calixto III], depôs o príncipe-bispo João de Heinsberg e o substitutiu por seu sobrinho de 18 anos, Luis de Bourbon.  Nessa época, Luis de Bourbon era estudante na Universidade de Leuven, onde continuou a estudar pelos próximos sete anos. Na prática, Felipe III governava Liège.

## Primeira Guerra de Liège(1465)
A resistência ao modelo de Bispado-Principado crescia nesse período, liderada por Raes van Heers, xerife de Heers. Quando Luis de Bourbon finalmente assumiu a posição de principe-bispo em 1465, Raes van Heers, com promessa de apoio do rei Luís XI da França, imediatamente o depôs. Raes não conseguiu controlar o populacho, que pilhou as terras de Overmaas pertencentes ao Duque de Borgonha.
Filipe III reagiu enviando um exército, sob o comando seu filho Carlos, o Audaz.  Rees van Hess reuniu um exército de 4.000 homens dentre a população da cidade, e os exércitos se chocaram na Batalha de Montenaken em 20 de outubro de 1465. A batalha foi uma clara vitória para Carlos, o Audaz, que ocupou Sint-Truiden, onde o tratado conhecido com A Paz de Saint-Truiden foi assinado.  Por esse tratado, Liège perdeu todos seus direitos, e Luis de Bourbon for re-empossado como príncipe-bispo. 

## Segunda Guerra de Liège (1467)
O descontentamento em Liège continuava latente. Em 1466, a cidade de Dinant se rebelo, e Filipe III novamente enviou seu filho Carlos, o Audaz.  Após ocupar Dinant, Carlos lançou 800 residentes ao rio Meuse e queimou a cidade. 
Todavia, o descontentamento continuava. Quando Filipe III morreu em 1467, a cidade de Liège novamente se rebelou, e Luis de Bourbon foi forçado a fugir para Huy. Pela segunda vez, Raes van Heers e o conde Jande Wlide de Kessenich levantaram um exército para resistir do duque Carlos.  Os reforços prometidos pelo rei Luís XI da França novamente não chegaram, e as tropas de Liège foram, pela segunda vez, derrotadas.  Após a Batalha de Brustem em 28 de outubro de 1467, Carlos cercou a cidade, que se rendeu em 12 de novembro.  O bispado tornou-se um protetorado de Borgunha sob Guy de Humbercourt, e todas as cidades no Coundado of Loon foram foram forçadas a remover suas muralhas e outras defesas. 

## Terceira Guerra de Liège (1468)
Em outubro de 1468, 240 insurgentes sob Jean de Wilde, Vincent de Bueren e Gosuin de Streel,invadiram a cidade. Na confusão, Guy de Humbercourt e toda a guarnição borgonheza fugiram. Liège fora liberada, e Jean de Wilde ocupou o palácio episcopal. 
Após a milícia de Liège haver atacado Tongeren e matado toda a guarnição borgonhesa, Carlos, o Audaz liderou outro exército para a cidade, juntamente com o rei Luis XI da França. Várias cidades no caminho foram saqueadas e queimadas, inclusige Tongeren. Em 22 de outubro, um grupo de 500 milicianos tentou se opor ao avanço borgonhês na vila de Lantin. Foram vencidos e recuaram para a igreja da vila. Carlos, o Audaz, queimou a igreja com todos os sobreviventes. 
Vincent de Bueren organizou a defesa da cidade, e conseguiu algum sucesso com suas táticas agressivas. Jean de Wilde foi mortalmente ferido num ataque em 26 de outubro e faleceu dois dias depois. Na noite de 29 de outubro, 600 milianos avançaram silenciosamente da cidade e atacaram o campo onde os borgonheses dormiam, tentando matar o duque e o rei. O plano falhor, e tdos os 600, includingo Vincent de Bueren e Gosuin de Streel, pereceram.  
Liège rendeu-se no dia seguinte. Ao comando de Carlos, o Audaz, centenas de cidadão foram amarrados juntos e lançados ao rio. A cidade foi incendiada, e ardeu por sete semanas.

## Fim do Domínio Borgonhês
Em 1477, Carlos, o Audaz, for morto na Batalha de Nancy, sendo sucedido por sua filha única Maria de Borgonha, com 19 anos.  Maria foi imediatamente atacada pela França, que pediu auxílio à Holanda. Como preço pelo apoio, Maria foi forçada a abdicar do Grande Privilégio, abandonando a política centralizadora de seu pai e avô.  Liège recuperou sua autonomia em 19 de março de 1477.  Luis de Bourbon continuou como príncipe-bispo até seu assassinado em 30 de agosto de 1482 por Guilherme de la Marck, instigado pelo rei Luís XI da França.